# Корнеліс ван Гаутен
Корнеліс Йоганнес ван Гаутен (1920 — 24 серпня 2002) — голландський астроном. Іноді називають Кеса ван Гаутен.
Народився в Гаазі у 1924 році.
Майже вся його кар'єра пройшла в Лейденському університеті. Тільки протягом 1954–1956 рр. був старшим науковим співробітником Єркської обсерваторії.
У 1940 році він здобув ступінь бакалавра. Докторський ступінь здобув лише 1961 року (за вивчення поверхневої фотометрії позагалактичних туманностей).

## Сім'я
Гаутен був одружений з Інгрід Гроневальд. Інгрід ван Гаутен-Ґроневельд також була астрономом, спільно вони вивчали астероїди. У них був один син — Карел.

## Наукові відкриття
Спільно з дружиною, Томом Герелсом та Бернхардом Шмідтом, Гауген відкрив кілька тисяч астероїдів. Також при вивченні астероїдів було досягнуто таких висновків, що астероїди поділяються на певні «сім'ї». Гауген також вивчав променеві швидкості тісних подвійних зірок. Він не пішов на пенсію і до останнього вивчав астероїди та затемнені подвійні системи.

## Джерело
- Біографія ван Гаутена німецькою мовою  [Архівовано 7 липня 2004 у Wayback Machine.]

1. 1 2  Чеська національна авторитетна база даних
2. ↑  Математичний генеалогічний проєкт — 1997.